# RIMFIRE
「RIMFIRE」（リムファイヤー）は、GRANRODEOの17枚目のシングル。2012年7月18日にLantisから発売された。

## 概要
前作「Can Do」から3ヶ月でのリリースとなる2012年2作目のシングル。本作もLantisレーベルからの発売となり、4作連続となる初回限定盤と通常盤の2仕様での販売となる。表題曲「RIMFIRE」は、前作に引き続きテレビアニメ『黒子のバスケ』のオープニングテーマに起用された。初回限定盤には、表題曲のPVおよび「Can Do」の別バージョンPVを収録したDVDが同梱されている。
また本作も前作同様、表題曲「RIMFIRE」のレコーディングではLUNA SEAのドラマーである真矢がドラムを担当している。

## 収録曲
（全作詞：谷山紀章、作曲・編曲：飯塚昌明）
CD
1. RIMFIRE [4:37]
  - テレビアニメ『黒子のバスケ』2クール目オープニングテーマ

『黒子のバスケ』のオープニングテーマを担当することが決まった際に4曲制作したうちの4曲目が本作であり、2作目が「Can Do」である。作詞を含めて本作が先に完成されていたので、KISHOWは本作をお兄ちゃん、「Can Do」を弟と呼んでいる[1]。
曲名の「RIMFIRE」はバスケットのリングの通称「リム」から発想してつけられたもので、リボルバー式の拳銃の弾数が6発なのをバスケットの控えメンバーを含めた6人と掛けている[2]
メロディに関しては斬新さを見せるためにBメロなどをひねったという[1]。
2. Urban Sweet [5:18]
レッド・ツェッペリンやスティーヴィー・サラスの様なものを目指したファンキーな楽曲であり[3]、GRANRODEOの楽曲の中では珍しくギターソロが存在しない。KISHOWの歌詞は全般的に散文調のものが多いが、今作ではフレーズを少し長めにするよう工夫した[3]。
間奏のスキャット部分を歌っているのはe-ZUKA。アルバム『SUPERNOVA』の「進化と堕落の二元論」でも当初はスキャットが入っていたが、曲とのバランスを考えてカットした[2]。
3. 恋のHEAT WAVE [4:52]
6月30日から7月8日に日比谷野外音楽堂、大阪城野外音楽堂で行われたライブのために書かれた楽曲で、実際にライブでやるためにラジオや公式サイト一部を配信していた。DJ部分の発想は歌録りをしている際にe-ZUKAが思い付いた[3]。
4. RIMFIRE（OFF VOCAL）
5. Urban Sweet（OFF VOCAL）
6. 恋のHEAT WAVE（OFF VOCAL）

DVD（初回限定盤のみ）
1. RIMFIRE Music Clip
2. Can Do イェス！We Can Do！ ver
「Can Do」の発売記念キャンペーンとしてファン200名を招待、撮影されたもの。

## 収録アルバム
| 曲名        | 収録アルバム     | 備考        |
| ----------- | ---------------- | ----------- |
| RIMFIRE     | CRACK STAR FLASH | 5thアルバム |
| Urban Sweet | CRACK STAR FLASH | 5thアルバム |